# Giuseppe Mirone Pasquali
Giuseppe Mirone Pasquali (Catania, 1753 – Catania, dicembre 1804) è stato un chimico e naturalista italiano.

## Biografia
Medico e professore di chimica e farmaceutica nell'università di Catania dal 1788. Ebbe l'incarico di fare l'analisi chimica delle acque minerali nel territorio di Catania, e di conoscerne le proprietà terapeutiche. Tra il dicembre 1785 e l'aprile 1786, in particolare studiò la fonte dell'«Acqua Santa» definendola “Acqua Fredda marziale Spiritosa”. 

Descrisse l'eruzione dell'Etna avvenuta nel 1787, la sua relazione presentata nell'Accademia degli Etnei poté stare a fronte di quella del Gioeni, poi tradotta anche in francese. Commentò la filosofia chimica del Fourcroy in due volumetti.
 
Dopo la sua morte comparve postumo l'opuscolo intitolato Meditazioni mediche sull'uomo vivente (Catania, 1809) con profonde annotazioni analitiche dal suo allievo Carmelo Maravigna. 

Il suo nome è legato anche al cosiddetto «Botanico Mironeiano», misterioso e ricchissimo parco dislocato probabilmente nei dintorni della odierna Viagrande. 

## Opere
- Giuseppe Mirone-Pasquali, Memoria del dottore Giuseppe Mirone, e Pasquali medico catanese... sopra un'acqua minerale nuovamente conosciuta nelle vicinanze di questa città, Catania, nelle stampe di Francesco Pastore, 1786.
- Giuseppe Mirone-Pasquali, Descrizione de' fenomeni osservati nell'eruzione dell'Etna accaduta in quest'anno 1787. E di alcuni vulcanici prodotti, che v'appartengono, presentata all'Accademia degli Etnei di Catania da Giuseppe Mirone, e Pasquali catanese..., Catania, nella stamperia dell'Accademia degli etnei, per Francesco Pastore, 1787. Anche on line
- Giuseppe Mirone-Pasquali, Descrizione de fenomeni osservati nell'eruzione dell'Etna accaduta nell'anno 1787 e d'alcuni vulcanici prodotti che gli appartengono presentata all'Accademia degli Etnei di Catania da Giuseppe Mironi Pasquali catanese... colla traduzione in francese, Catania, 1788 (ristampa con traduzione francese).
- Giovanni Antonio Scopoli, Elementi di chimica e farmacia; nuova edizione in due tomi, colle tavole del sig. Bergman, e le note di Gius. Mirone Pasquali, prof, di essa in Catania, Giovanni Riscica negoziante di libri in Catania; nelle stampe degli etnei per Franc. Pastore, 1790, 2 voll (con approvazione).
- Giuseppe Mironi-Pasquali, Filosofia chimica o Verità fondamentali della Chimica Moderna, disposte in un nuovo ordine dal sig. Fourcroy, medico e professore di Chimica, corredata d'aggiunte e illustrazioni ad uso della Regia Università di Catania da Giuseppe Mironi-Pasquali, p. professore di chimica, dott. in med. e filosof. ec., Catania, G. Pulejo, 1796-1811, 3 voll. Il terzo tomo, postumo, fu curato da Carmelo Maravigna.